# شتيفان جروس
شتيفان جروس (بالألمانية: Stephan Groß)‏ (23 أكتوبر 1953 في ألمانيا - ) هو لاعب كرة قدم ألماني في مركز الدفاع. لعب مع نادي كارلسروه.

## وصلات خارجية
- شتيفان جروس على موقع قاعدة بيانات كرة القدم.إي يو (الإنجليزية)
- شتيفان جروس على موقع بيانات كرة القدم. دي إي (الألمانية)
- شتيفان جروس على موقع عالم كرة القدم.نت (الإنجليزية)